# Zanola vivax
Zanola vivax är en fjärilsart som beskrevs av H.Edwards. Zanola vivax ingår i släktet Zanola och familjen silkesspinnare. Inga underarter finns listade i Catalogue of Life.